# Nouveau Centre
Nouveau Centre ("Nya centern"), förkortat NC, är ett liberalt parti i Frankrike, grundat den 29 maj 2007, av 18 av de 29 parlamentarikerna för dåvarande UDF. Partiet hette ursprungligen Parti social libéral européen ("Socialliberala europeiska partiet").
NC är det ledande partiet i parlamentsgruppen med samma namn.
Partiledare är Hervé Morin.